# حزب کمونیست ترکیه/مارکسیست-لنینیست
حزب کمونیست ترکیه/مارکسیست-لنینیست (به ترکی: Türkiye Komünist Partisi/Marksist-Leninist in Turkish, TKP/ML) یک حزب سیاسی کمونیست مائوئیستی در ترکیه است که بر اساس استراتژی نظامی مائوئیستی جنگ خلق علیه حکومت ترکیه به مبارزهٔ مسلحانه می‌پردازد. حزب کمونیست ترکیه/مارکسیست-لنینیست در سال ۱۹۷۲ توسط گروهی از اعضای سابق حزب انقلابی کارگران و دهقانان ترکیه و ابراهیم کایپاک‌کایا با هدف پیشبرد مبارزهٔ مسلحانه تأسیس شد.
حزب کمونیست ترکیه/مارکسیست-لنینیست در همایش بین‌المللی احزاب و سازمان‌های مارکسیست-لنینیست (نشریه بین‌الملل) مشارکت دارد. این حزب از طرف دولت ترکیه به عنوان یک سازمان تروریستی معرفی شده‌است.